# District de Chandrapur
Le district de Chandrapur (Marathi: चंद्रपूर जिल्हा )  est un district de la division de Nagpur, dans l'état du Maharashtra en Inde.
Il a une population de 2 204 307 habitants en 2011 avec un taux de croissance de 5,95 %.

## Économie
Il est connu pour sa centrale thermique, l'une des plus grandes en Asie avec 2 340 MW, grâce aux réserves de charbon proches. 
La présence de calcaire et charbon a permis l'installation de cimenteries.